# Zwiastowanie z Jednorożcem (Ebstorf)

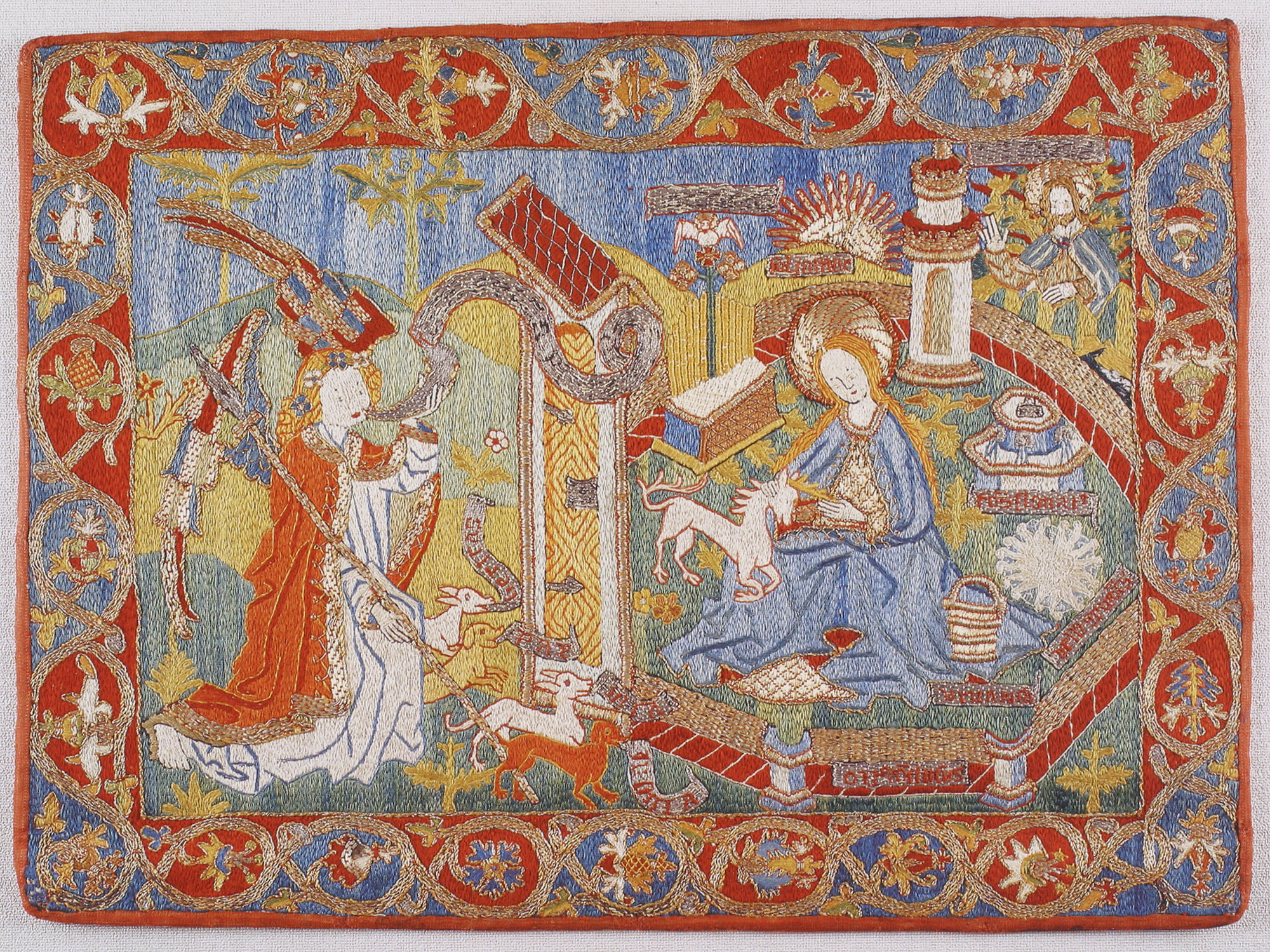
Zwiastowanie z Jednorożcem z Ebstorf

Zwiastowanie z Jednorożcem – niewielka, (32 × 44 centymetrów) tkanina ze sceną Zwiastowania Marii pochodząca z dawnego klasztoru Benedyktynek w Ebstorf w powiecie Uelzen (Dolna Saksonia, Niemcy), gdzie znajduje się do dziś, przy czym od reformacji klasztor wraz ze zbiorami przejęła żeńska wspólnota ewangelicka, który obecnie jest również właścicielem tkaniny, która dawniej służyła jako nakrycie pulpitu na którym kładziono księgi z których korzystano podczas liturgii lub modlitwy. 

## Wygląd
Tkanina przedstawia biblijną scenę Zwiastowania, w której Archanioł Michał ukazuje się Marii, który dmie w myśliwski róg. Odziany jest w białe szaty i czerwony płaszcz. Na głowie ma wianuszek z kwiatów. Poprzedza go wataha psów gończych, które docierają pod mury i zamkniętą bramę, za którymi znajduje się ogród o nieregularnym planie, w którym znajduje się Maria. Na jej kolanach kładzie swoje przednie racice biały jednorożec. Maria ubrana jest w niebieskie szaty o czerwonej podszewce, na tylnej draperii leży małe wiaderko. Za Marią widoczna jest studnia oraz przylegająca do muru ogrodu baszta. Za murami widać pagórkowaty krajobraz z pojedynczymi drzewkami oraz ukwieconymi gałązkami, na jednej z nich zasiada gołębica Ducha Świętego. W prawym górnym rogu ukazany został wyłaniający się z gorejącego krzewu Bóg Ojciec, który błogosławi Marię. Ponad Marią, zza pagórkami widać wschodzące słońce. Całość kompozycji ozdabia bordiura z motywem stylizowanych przeplatających się złocistych gałęzi, z których wyrastają duże, wielobarwne kwiaty. Kolorystyka tkaniny oscyluje wokół kilku barw, czerwonej, niebieskiej, żółtej, zielonkawej, białej  oraz złocistej.   

## Analiza
Scena Zwiastowania została ukazana w średniowiecznej konwencji mającej na celu podkreślenia Marii jako Dziewicy. Dziewictwo Marii symbolizuje tu zamknięty murami ogród – hortus conclusus oraz jednorożec. Było to odwołaniem się do nienaruszonego łona Matki Bożej i cudownego poczęcia Jezusa z Ducha Świętego w łonie Maryi Dziewicy. W starotestamentowej Pieśni nad Pieśniami zawarta jest treść: Ogrodem zamkniętym jesteś, siostro ma, oblubienico, ogrodem zamkniętym, źródłem zapieczętowanym (PnP 4,12). 
Do zamkniętego ogrodu zbliża się Archanioł Gabriel, który został ukazany tu jako myśliwy. Tym samym wątek Zwiastowania jest jednocześnie sceną polowania na jednorożca, które zgodnie ze średniowiecznymi bestiariuszami było zwierzęciem płochliwym, a co za tym nieuchwytnym, z wyjątkiem kobiet, które były dziewicami. W oparciu o tzw. Fizjologa – późnoantyczne bestiarium, jednorożec nabrał nowe znaczenie – symbolizował nieuchwytnego (jedynie poza Marią) Boga Chrystusa. "Myśliwy" archanioł Gabriel upolował zwierzę widząc Marię, tym samym został dokonany akt Wcielenia, w obecności Boga Ojca i Ducha Świętego. Główny wątek maryjny został wzbogacony o kolejne treści, co poświadczają rozmaite przedmioty ulokowane w obrębie sceny środkowej m.in. zamknięta brama pomiędzy Archaniołem i Marią, wieżyczka, gorejący krzew, studzienka. Prócz "Pieśni nad Pieśniami" motywy te znajdują maryjne znaczenie w niektórych Psalmach, księgach prorockich, a ponadto w sięgającej genezą XII wieku Litanii Loretańskiej. 
Mistyczne polowanie na jednorożca stanowiące równorzędny wątek do Zwiastowania upowszechnił się w sztuce sakralnej XIV – XVI wieku, głównie w Europie Środkowej. Przykładami są m.in. liczne miniatury do "Godzinek", malowidła ścienne (m.in. w kościele farnym w Memmingen), retabula ołtarzowe (m.in. z katedry w Lubece, kościoła Świętej Elżbiety we Wrocławiu, kwatera pędzla artysty z kręgu Martina Schongauera, obecnie w zbiorach moskiewskiego Muzeum Puszkina).  Temat ten też przyjął się w kręgach średniowiecznych zakonów żeńskich, czego przykładem jest retabulum ołtarzowe obecnie znajdujące się w katedrze w Erfurcie. W scenie głównej w scenie Zwiastowania prócz Archanioła Michała jako myśliwego ukazane są święte Dziewice oraz siostry Brygidki wraz z ich patronką świętą Brygidą.

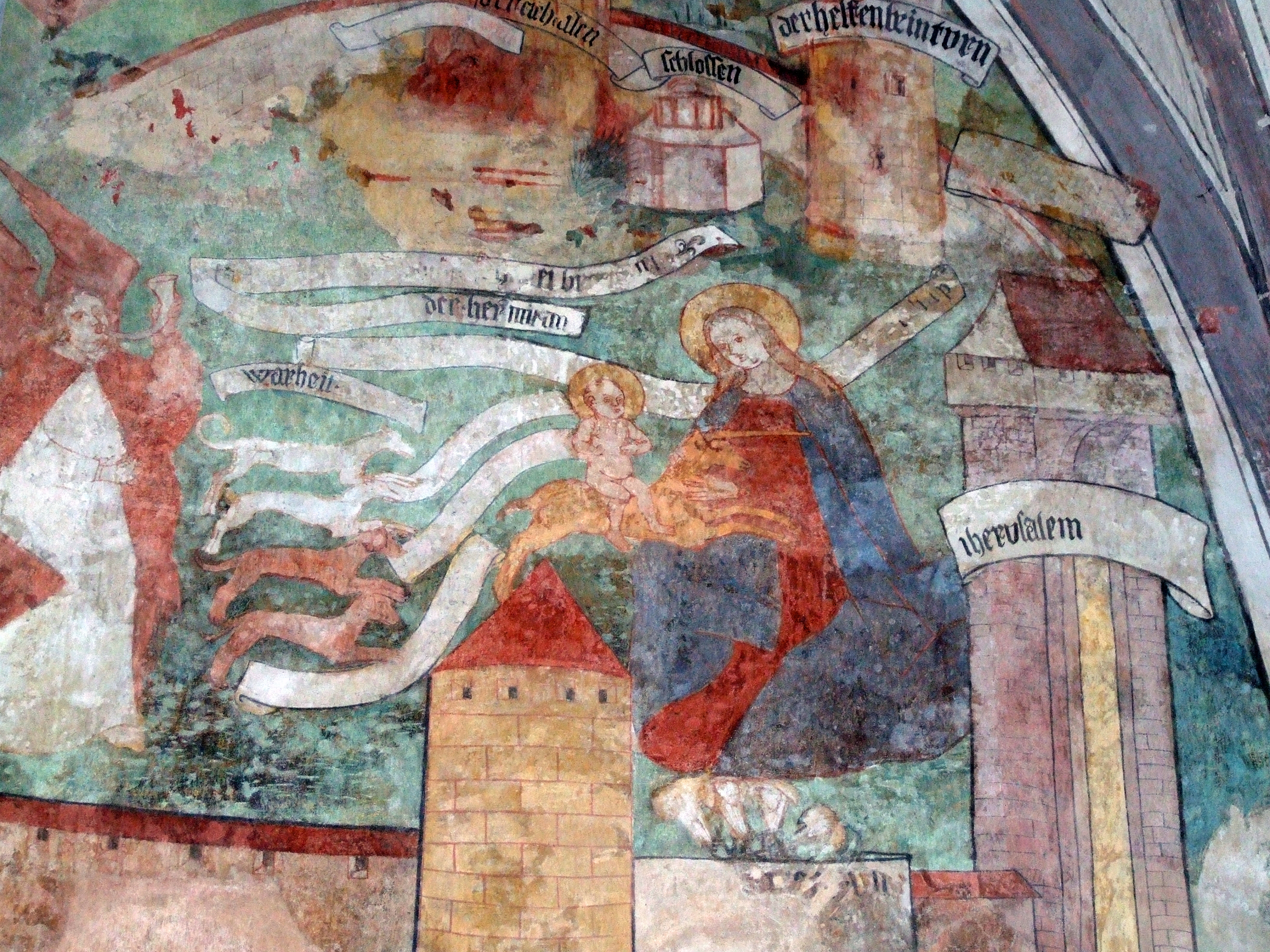
Fragment malowidła ściennego w kościele farnym w Memmingen
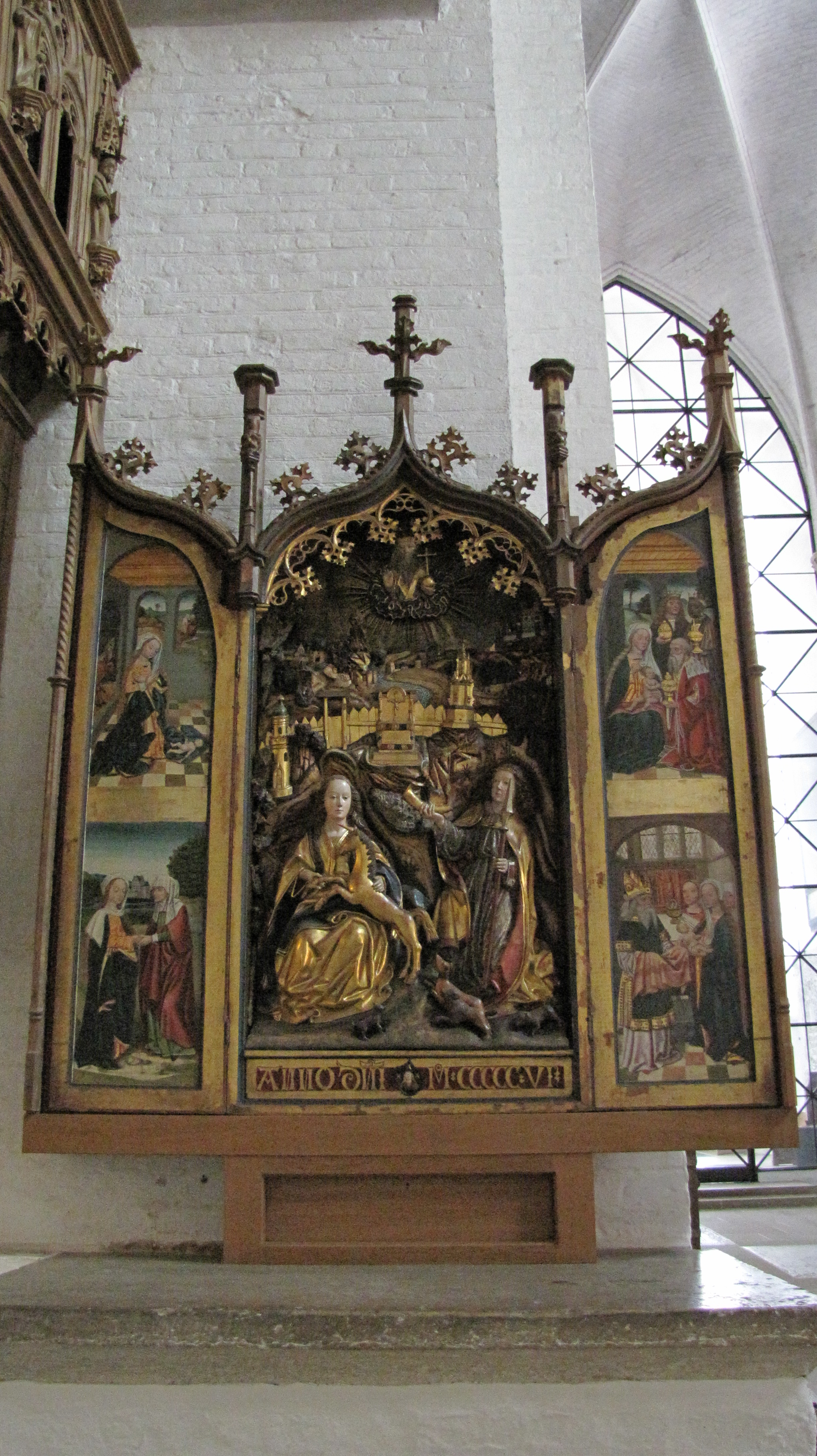
Ołtarz NMP w katedrze w Lubece z 1506 roku
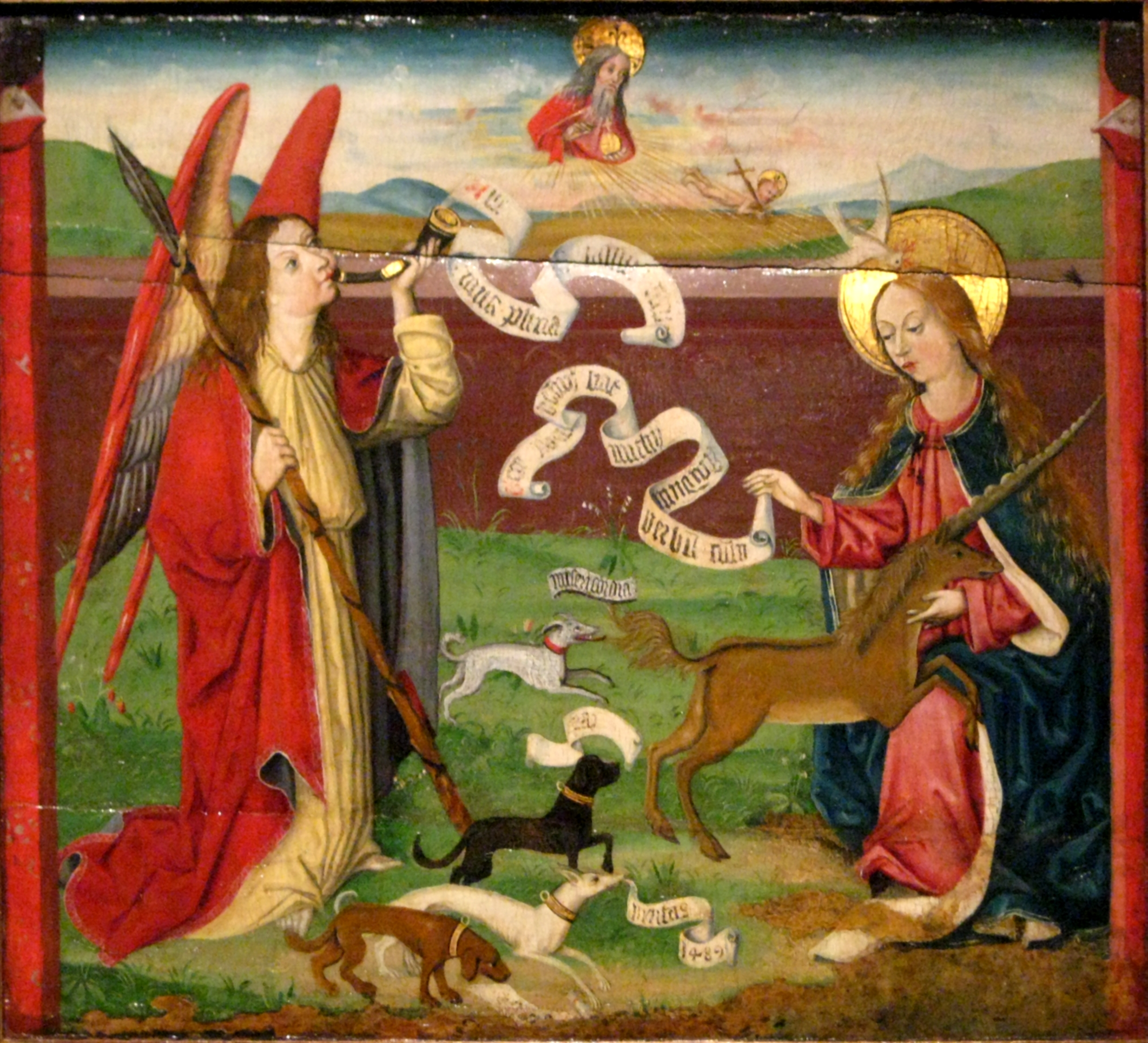
Krąg Martina Schongauera – kwatera z Polowaniem na Jednorożca z 1489 roku, w Muzeum im. Aleksandra Puszkina w Moskwie
Polowanie na Jednorożca – część centralna ołtarza w katedrze w Erfurcie.